# VentaFax
VentaFax — программа, предназначенная для приема и отправки черно-белых и цветных факсов, а голосовые версии дополнительно обеспечивают работу с голосовыми функциями модемов (программный автоответчик, АОН, рассылка голосовых сообщений, запись разговора). Может работать с использованием обычной телефонной линии через факс-модем, либо через Интернет (IP-телефония). Создана российской компанией ПК «Объединение Вента».

## Основные возможности программы
Факс
- Отправка документов по факсу из любого приложения Windows
- Поддержка обычной телефонии (работа через факс-модем) и IP-телефонии (Fax-over-IP, FoIP) с использованием протокола T.38 либо с использованием кодека G.711 (G.711 fax pass-through).
- Прием/передача цветных и черно-белых факсов в ручном и автоматическом режиме
- Реплика перед передачей факса
- Массовая автоматическая рассылка по расписанию
- Распознавание текста в факсах (OCR)
- Преобразование факсов в формат PDF
- Поддержка скоростного протокола V.34 fax (Super G3)

Автоответчик
- Распознавание голос/факс/данные
- Дистанционное тональное управление
- «Почтовые ящики» для факсов и голосовых сообщений
- Возможность создания системы голосовой и факс-справки
- Перенаправление принятых сообщений на другой телефонный номер (в бизнес-версиях)

АОН
- Черный и белый списки номеров
- Проговаривание номера голосом
- Переопределение параметров автоответчика
- Вывод данных о звонящем

Голосовые возможности
- Запись телефонного разговора
- Автоматическая регистрация телефонных разговоров
- Спикерфон (разговор через модем)
- Рассылка голосовых сообщений
- Использование технологии Text-to-Speech для формирования голосовых сообщений, используемых программой

Интеграция с электронной почтой
- Отправка файлов голосовых и факсимильных сообщений как вложений
- Размещение принятых сообщений в папке «Входящие» почтовой программы
- Автоматическое уведомление о принятых сообщениях (или отправка самих сообщений) по электронной почте

Интерфейс
- Уникальный интерфейс с виртуальным факс-аппаратом
- Отображение приема/передачи факса в реальном времени
- Возможность смены скинов

Другие
- Доступ к адресной книге Windows и MS Outlook
- Запись телефонного разговора
- Автоматическая регистрация телефонных разговоров

## Версии
- Private. Ориентирована на самые широкие круги домашних пользователей. Предоставляет все необходимые средства для работы домашнего автоответчика и АОНа, а также позволяет принять или отправить факс в ручном режиме. Отправить по факсу можно как отсканированный документ, так и документ из любого приложения, в том числе Microsoft Office и 1С. Также позволяет получать уведомления о принятых сообщениях по электронной почте. Программа может воспроизводить через модем в телефонную линию или через звуковое устройство компьютера не только заранее подготовленные звуковые файлы (*.wav), но и текстовые файлы. Внимание: лицензионное соглашение запрещает использование версии Private в предпринимательской деятельности.

- MiniOffice. Предназначена для нижнего сегмента корпоративного сектора — малых предприятий и частных предпринимателей — и позиционируется как недорогая альтернатива голосовым бизнес-версиям VentaFax. Отличаясь от бизнес-версий прежде всего отсутствием развитых средств автоматической рассылки факсов и телефонограмм по расписанию, а также отправки принятых сообщений по электронной почте. VentaFax MiniOffice позволяет организовать эффективную работу факса и автоответчика в условиях небольшой компании или «домашнего офиса». В отличие от версии Private позволяет принимать и передавать факсы в автоматическом режиме и работать через Интернет (IP-телефония).

- Бизнес-версии. Предназначены для небольших компаний, интенсивно использующих телефонию в бизнес-процессах. Часто используется и более крупными компаниями, государственными органами и общественными организациями с децентрализованным документооборотом. Обладают всеми возможностями версий MiniOffice и дополнительно включают такие функции, как автоматическая рассылка факсимильных и голосовых сообщений (телефонограмм) по расписанию в удобное для пользователя время, в том числе массовая рассылка. Имеются средства для передачи уведомлений о полученных сообщениях или самих сообщений по электронной почте, персонализации факсов (титульные листы, логотипы, подписи, печати, фоновые изображения), организации корпоративной факс-справки и голосовой справки для клиентов.
  - Голосовая бизнес-версия. Прием и передача цветных и черно-белых факсов в ручном и автоматическом режиме, в том числе массовая рассылка по расписанию. Поддерживает прием и передачу голосовых сообщений (телефонограмм), запись телефонных разговоров, автоматическое определение номера звонящего (АОН), автоответчик.
  - Многолинейная голосовая бизнес-версия. Работает одновременно с несколькими телефонными линиями, осуществляя прием и передачу сообщений с помощью нескольких модемов, подключенных к одному компьютеру и/или осуществляет несколько одновременных подключений к VoIP-провайдеру. Рекомендуется для компаний с большим входящим и исходящим телефонным трафиком, с интенсивным факсимильным документооборотом.
- Venta4Net. Это сетевая версия программы VentaFax. Она позволяет передавать факсимильные и голосовые сообщения с любого компьютера локальной сети через модем (или несколько модемов), установленный на единственном компьютере этой сети.

## История
- 1 декабря 2011 года — последняя версия 7.0 (сборка 7.0.164.405). Реализована возможность работы через Интернет-телефонию.[1]
- 6 сентября 2011 года — версия 6.8. Добавлена функция быстрого поиска в Журнале, Справочнике, Расписании.[2]
- 17 ноября 2010 года — версия 6.6. Введены «Действия после передачи».[3]
- 14 июля 2010 года — версия 6.5. Появляется возможность распознавания текстов в факсах (OCR).[4]
- 26 января 2010 года — версия 6.3. Проходит программу сертификации Microsoft и получает логотип Compatible with Windows 7.[5]
- 23 апреля 2009 года — версия 6.2. Изменился интерфейс Главного приложения, появились уведомления в виде всплывающего полупрозрачного окна.[6]
- 3 сентября 2008 года — версия 6.1. Улучшен интерфейс Мастера подготовки сообщений и Окна передачи.[7]
- 4 декабря 2007 года — версия 6.0. Введена поддержка операционной системы Windows Vista, существенно переработан графический интерфейс.[8]
- 14 марта 2005 года — версия 5.8. Теперь список контактов ACT! можно видеть как один из справочников VentaFax. Введена поддержка операционной системы Windows XP x64.[9]
- 21 ноября 2005 года — версия 5.7. Добавлена возможность приема и передачи цветных факсов.[10]
- 14 марта 2005 года — версия 5.6. Введена поддержка преобразования текста в речь (Text-To-Speech, или TTS).[11]
- 14 июля 2001 года — версия 5.0, это первая полностью 32-битная версия VentaFax.[12]
- 1994 год — версия 1.0.

## Награды
- Сертификат PC Magazine/Russian Edition о присвоении продукту награды Best Soft 2005 в номинации Интернет/Коммуникации.[13]